# Dhumawati

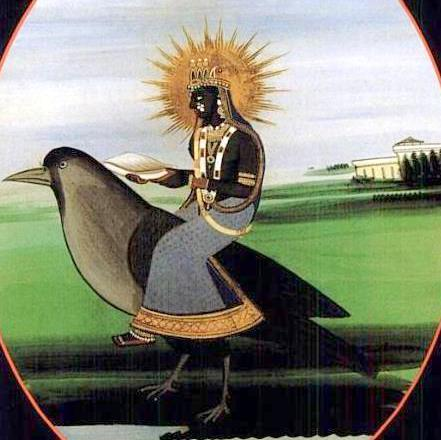
„Mahavidya Dhumavati”, Jaipur, Radżastan. Kolekcja Ajita Mukharjee 1926.

Dhumawati – hinduistyczna bogini ubóstwa nazywana Wdową, jedna z bogiń mahawidja. Wyobrażana jako szczerbata kobieta w brudnej sukni. Rządzi porą deszczową w czasie, gdy Słońce skryje się na okres czterech miesięcy. W tym czasie nie można odprawiać żadnych rytuałów i obrzędów.
Przedstawiana jako wysoka kobieta o okrutnym spojrzeniu, w którym czai się okrucieństwo. Posiada niezdrową cerę, z włosami splątanymi w nieładzie. Twarz jej odbija się w licach trędowatych nędzarzy, żebraków, chromych. Jej siedlisko to jątrzące się rany, bezkresne pustkowia, ruina.